# Jalen Tate
Jalen Tate (Toledo, 18 juni 1998) is een Amerikaans basketballer.

## Carrière
Tate speelde collegebasketbal voor de Northern Kentucky Norse van 2016 tot 2020. Daarna speelde hij nog een seizoen voor de Arkansas Razorbacks. Hij werd niet gekozen in 2021 voor de NBA draft, maar speelde wel in de NBA Summer League voor de Houston Rockets. Hij tekende daarna voor de Duitse club Gießen 46ers waar hij bleef tot in januari 2022. In april 2022 tekende hij bij Ostioneros de Guaymas in de Mexicaanse competitie, waar hij de gedurende rest van dat seizoen speelde. Voor het seizoen 2022/23 tekende hij bij KB Peja in Kosovo. Hij speelde tijdens de zomer voor Carmen's Crew in The Basketball Tournament.
Eind november 2023 tekende hij een contract bij de Leuven Bears uit de Belgische competitie. Hij tekende voor het seizoen 2024/25 bij het Spaanse AB Castelló. Tate tekende in juli 2025 een contract bij de Israëlische eersteklasser Hapoel Be'er Sheva BC.

## Privéleven
Zijn vader Jermaine Tate en zijn broer Jae'Sean Tate hebben eveneens een carrière gehad als profbasketballer.